# Il diario del vampiro - Mezzanotte
Il diario del vampiro - Mezzanotte è il 9º libro della saga di Il diario del vampiro di Lisa J. Smith, pubblicato il 15 marzo 2011 negli Stati Uniti e il 20 ottobre in italiano. È la prima parte di The Vampire Diaries. The Return: Midnight.

## Trama
Elena, Bonnie, Meredith e Damon sono tornati dalla Dimensione Oscura portando con sé il fratello di quest'ultimo, Stefan. Damon, tuttavia, ha perso la sua natura di vampiro, diventando un essere umano a causa del potente sortilegio operato da una rosa nera. Furioso per la sua nuova condizione, è intenzionato a tornare ad essere quello di prima e decide di tornare nella Dimensione Oscura per trovare un nobile vampiro che lo ritrasformi. Bonnie, tuttavia, cerca di fermarlo, finendo insieme a lui nella dimensione parallela, dove viene lasciata in un appartamento, mentre Damon si avvicina alla Principessa Jessalyn D'Aubigne. Dichiarando di amarla e di voler restare con lei, Damon riesce, entro alcuni giorni, a scambiare il sangue con lei, tornando ad essere un immortale. Si dimentica, però, di Bonnie che, ormai insofferente alla sua semi-prigionia, decide di uscire, venendo scambiata per una schiava fuggiasca. La ragazza viene così catturata e preparata per essere venduta al miglior offerente; Damon riesce però a salvarla in tempo dal suo destino e dalle grinfie del malvagio kitsune Shinichi, che sta diffondendo il panico a Fell's Church. Nella cittadina della Virginia, infatti, i bambini si sono ormai rivoltati contro i loro genitori ed Elena, Stefan, Meredith, la signora Flowers e Matt faticano a reggere la situazione. Mentre Matt viene arrestato dalla polizia per uno stupro che non ha commesso e scompare, Meredith viene a conoscenza della verità sul suo passato.

## Edizioni
- Lisa Jane Smith, Il diario del vampiro. Mezzanotte, Nuova Narrativa Newton, 2011,  pp. 208 pagine, ISBN 978-88-541-3201-6.
- Lisa Jane Smith, Il diario del vampiro. L'ombra del male - Mezzanotte - L'alba, Grandi Tascabili Contemporanei, 2013,  pp. 544 pagine, ISBN 978-88-541-5036-2.
- Lisa Jane Smith, Il diario del vampiro. 10 romanzi in 1, I Superinsuperabili, 2013,  pp. 1472 pagine, ISBN 978-88-541-5516-9.
- Lisa Jane Smith, Il diario del vampiro. Mezzanotte, Newton Compton collana King, 19 luglio 2018, pp. 220 pagine, ISBN 978-8822718037.